# Ботелью, Абел
Абе́л Ака́сиу де Алме́йда Боте́лью (порт. Abel Acácio de Almeida Botelho; 23 сентября 1854, Табуасу, Траз-уж-Монтеш и Алту-Доуру — 24 апреля 1917,  Буэнос-Айрес, Аргентина) — португальский писатель

, поэт, драматург, дипломат, военный и политический деятель.

## Биография
Сын военного. Рано остался сиротой. В 1867—1872 годах учился в военном училище в Лиссабоне, затем в Политехнической школе. Служил в армии, был начальником штаба 1-й дивизии, в 1906 году стал полковником.
Был депутатом Национального парламента.
В 1910 году после падения конституционной монархии в Португалии стал членом специальной комиссии, которая должна была выбрать новый национальный флаг молодой португальской республики. В комиссию входили португальский художник Колумбану Бордалу Пиньейру, премьер-министр Жуан Пиньейру Шагаш и Абель Ботельо.
С 1911 до смерти в 1917 году служил послом Португалии в Аргентине.
Был членом Академия наук Португалии, Ассоциации португальских журналистов и писателей, общества работников средств массовой информации, Географического общества Лиссабона и др.

## Творчество
Дебютировал, как поэт в 1885 году со сборником стихов под названием «Lira Insubmissa». В следующем году издал Germano, драму в стихах в пяти действиях.
Представитель «Коимбрской школы» реалистов. Абель Ботельо в литературном творчестве последователен в своих натуралистических пристрастиях.
Автор цикла «Социальная патология» из пяти романов, а также романов «Неизлечимые» (1900) и «Прокаженные» (1904). Вырождающаяся аристократия и вытесняющие её с вершин власти плутократы, продажные и беспринципные политиканы, развращенные и корыстолюбивые служители церкви, — таковы основные объекты критики в романах Ботельо. И хотя он едва ли не первым в португальской литературе обратился к изображению быта рабочих и даже зарождения их синдикальных организаций и борьбы, все же основные источники социальных бед писатель ищет в биологических закономерностях (особенно наследственности) и в биологической борьбе за существование.
Автор одного из первых в Европе романов о гомосексуальности — «O Barão de Lavos» (1891).

## Избранные произведения
- Germano, 1886, драма в стихах.
- Claudina, 1890.
- O Barão de Lavos, 1891, роман.
- Os vencidos de vida, 1892.
- Jucunda, 1895.
- A Imaculável, 1897.
- O Livro De Alda, 1898.
- Mulheres da Beira, 1898.
- Sem Remédio, 1900.
- Amanhã, 1901, роман.
- Os Lázaros, 1904.
- Fatal Dilema, 1907, роман.
- Próspero Fortuna, 1910.
- Amor Criulo (Vida Argentina), 1913, Записки о пребывании в Аргентине.